# Risk of Rain 2
Risk of Rain 2 — roguelike-шутер от третьего лица, разработанный Hopoo Games и изданный Gearbox Publishing. Сиквел игры 2013 года Risk of Rain был выпущен в раннем доступе для Microsoft Windows, Nintendo Switch, PlayStation 4 и Xbox One в 2019 году, а в августе 2020 года состоялся релиз для Stadia.
Игроки управляют выжившим, который застрял на чужой планете. Чтобы выжить, они перемещаются по различным средам, убивая монстров и разграбляя сундуки, чтобы собрать предметы, повышающие их наступательные и оборонительные способности. Со временем сложность игры повышается, порождая более мощных и опасных существ. Игра поддерживает до четырех игроков в сетевом мультиплеере. После выхода игра получила в целом положительные отзывы.
В 2022 году Risk of Rain 2 была полностью приобретена компанией Gearbox, которая продолжила разработку без участия Hopoo.

## Игровой процесс
Risk of Rain 2 - это кооперативный шутер от третьего лица с элементами roguelike. Игроки управляют выжившим, который должен спастись с враждебной инопланетной планеты. В начале игры игроки могут выбрать одного из нескольких выживших, каждый из которых обладает уникальным набором способностей, требующих разного подхода к геймплею. Затем игрокам предстоит пройти ряд уровней, на каждом из которых нужно убивать инопланетных врагов и находить телепорт. Враги, побежденные в бою, дают опыт и валюту. Если игрок наберет достаточно опыта, он повысит свой уровень, увеличив наносимый урон и максимальный запас здоровья. Валюта может быть использована для открытия сундуков, найденных на уровне, из которых выпадают случайные предметы, а также для активации турелей и дронов, помогающих игроку. Предметы, собранные из сундуков, дают игрокам, носящим их, широкий спектр баффов, а количество копий предмета у персонажа не ограничено, что позволяет суммировать их эффекты.
Когда телепорт на уровне найден и активирован, игроки должны защищаться от натиска пришельцев до тех пор, пока телепорт не будет полностью заряжен, после чего игроки переходят на следующий уровень. Валюту нельзя переносить между уровнями, так как перед телепортацией на следующий уровень вся валюта конвертируется в опыт. По мере продвижения игроков враги постепенно повышают свой уровень, увеличивая максимальное здоровье и урон; это происходит пассивно со временем и когда игроки переходят на другой уровень. Сложность игры зависит от текущей продолжительности, количества пройденных уровней, количества игроков в игре и выбранного в начале игры уровня сложности, который определяет скорость повышения уровня врагов.
Завершить игру можно несколькими способами. Когда выживший умирает, игра заканчивается; в многопользовательской сессии игра не заканчивается, пока не погибнут все выжившие. Существует несколько финальных боев с боссами; успешная победа над одним из них завершает игру. Существуют секретные уровни, доступные при выполнении определенных условий, которые позволяют игрокам завершить игру добровольно, не встречаясь с финальным боссом. Игроки также могут проходить уровни игры бесконечно, что позволяет продолжать игру до тех пор, пока они могут выжить. Независимо от способа, при завершении игры вся валюта, опыт и предметы теряются.
Вне прохождения игроки могут открыть доступ к новым выжившим, предметам, способностям и игровым модификаторам, пройдя определенные внутриигровые испытания; после разблокировки новые выжившие и модификаторы станут доступны для выбора в начале игры, а новые предметы начнут случайным образом появляться из внутриигровых сундуков. Кроме того, в игре есть еще одна валюта, которая может выпасть из поверженных инопланетян, - лунные монеты, которые сохраняются между играми. Эти монеты можно потратить у специального торговца в игре, который продает особые предметы и позволяет игрокам выбрать следующий уровень.
Risk of Rain 2 схожа с первой игрой, в ней присутствуют те же персонажи, существа и предметы, что и в первой игре, но также добавлены новые выжившие и, что особенно важно, игра переходит из 2D в 3D.

## Разработка
Приступая к разработке сиквела, Hopoo начали с 2D-прототипа, в котором игрок управлял одним из монстров первой игры, чтобы разнообразить формулу сиквела. Переход к 3D был отчасти вдохновлен фан-артом оригинальной игры, в котором различные предметы, собранные игроком, отображались на персонаже. Hopoo хотели использовать этот подход в сиквеле, но 2D-графика не давала им достаточного визуального пространства для работы. Они перевели прототип из 2D в 2,5D, представив персонажа в 3D-графике, но в остальном играла как 2D-платформер, но это их не удовлетворило, и они решили, что лучше полностью перевести игру в 3D, причем переход был осуществлен относительно быстро. Hopoo Games отметили, что 3D-вариант дает "гораздо более глубокое дизайнерское пространство и больше возможностей для крутого геймплея", а также больше способов для художественного самовыражения. Сиквел был впервые анонсирован в мае 2017 года, к тому времени команда работала над игрой уже 6 месяцев. В сиквеле используется движок Unity, который Hopoo пришлось освоить, и 3D-уровни, на создание которых команда потратила много времени. При разработке некоторых из вернувшихся монстров Hopoo отметила, что им пришлось создавать новые атаки, чтобы сделать их более сложными в 3D-пространстве. Предметы также пришлось переделать, чтобы справиться с изменением измерения.
Hopoo выпустила игру в ранний доступ на Windows 27 марта 2019 года; по их оценкам, полный процесс разработки займет еще год. В период раннего доступа Hopoo подписала контракт с Gearbox Publishing на выпуск игры на Nintendo Switch, PlayStation 4 и Xbox One. 30 августа того же года она вышла в ранний доступ для этих платформ. Полный релиз игры был первоначально запланирован на II квартал 2020 года, но был отложен, чтобы расширить рамки обновления 1. 0.[8] Бесплатное обновление контента под названием "Anniversary Update" было выпущено 25 марта 2021 года. Платное расширение для игры под названием "Survivors of the Void" вышло 1 марта 2022 года для Windows, а консольные версии расширения вышли 8 ноября 2023 года, совпав с десятой годовщиной Risk of Rain и выходом Risk of Rain Returns. Также 8 ноября 2023 года было анонсировано второе платное контентное обновление для Risk of Rain 2 под названием "Seekers of the Storm".
В ноябре 2022 года Gearbox Entertaiment приобрела интеллектуальную собственность Risk of Rain. Hopoo Games остается независимой студией. Сейчас Hopoo заявляет, что работает над другими играми и проектами.

## Выпуск
Игра вышла из раннего доступа для Microsoft Windows 11 августа 2020 года, а для Stadia - 29 сентября с эксклюзивным уровнем Sundered Grove, который позже будет добавлен во все версии в патче 1.0.2.0. Nintendo Switch, PlayStation 4 и Xbox One получили обновление 1.0 20 октября того же года.

## Отзывы
При запуске игры в ранний доступ Hopoo Games предложила Risk of Rain 2 акцию "купи один, получи один бесплатно" в течение первых нескольких дней. Через неделю после релиза Hopoo объявила, что в игру сыграли более 650 000 игроков, из которых около 150 000 воспользовались специальной акцией. За месяц после выхода игры в ранний доступ было продано более миллиона копий. К марту 2021 года только на персональных компьютерах было продано более четырех миллионов экземпляров игры, без учета консольных продаж.

## Награды
После выхода Risk of Rain 2 была номинирована на награды. На церемонии награждения SXSW Gaming Awards 2021 года игра была номинирована на звание "Инди-игра года" и "За выдающиеся достижения в мультиплеере". На Indie Live Expo II игра была номинирована на премию "За лучшее ощущение игры".